# Cecil Thiré
Cecil Aldary Portocarrero Thiré (Rio de Janeiro, 28 de maio de 1943 — Rio de Janeiro, 9 de outubro de 2020) foi um ator e diretor brasileiro. Atuou em cinema, teatro e televisão e foi, também, professor de interpretação.
Cecil foi o filho único da união entre a atriz Tônia Carrero e o artista plástico Carlos Arthur Thiré. É pai de quatro filhos: Miguel Thiré, Carlos Thiré e Luísa Thiré, frutos do seu primeiro casamento com Norma Pesce, e de João Cavalcanti Thiré, nascido de sua união com sua segunda esposa, Carolina Cavalcanti. De 2006 até o seu falecimento foi casado com Nancy Galvão.
Cecil Thiré morreu em sua casa no Humaitá, bairro da cidade do Rio de Janeiro, em 9 de outubro de 2020, por complicações do mal de Parkinson, doença da qual já sofria há alguns anos.

## Biografia
Cecil recebeu este nome em homenagem ao avô, o professor Cecil Thiré, companheiro de Malba Tahan na escrita de livros de matemática, ambos professores do Colégio Pedro II. Foi uma criança muito fechada e quieta, pois sofria com a ausência da mãe, envolvida com sua carreira de atriz.
Aos 17 anos estudou interpretação com Adolfo Celi e trabalhou intensamente em teatro na década de 1960. Mas, carregando o peso de ser apenas o filho de Tônia, precisou fazer muitos anos de análise para superar este estigma e conviver bem com a profissão. A partir de então, trabalhou diversas vezes ao lado da mãe.
Aos 18 anos teve seu primeiro trabalho profissional, como assistente de direção de Ruy Guerra em Os Fuzis. Aos 19 anos, dirigiu seu primeiro filme, o curta metragem Os Mendigos. Em 1967, assinou a direção do longa metragem O diabo mora no sangue e, depois, de O Ibrahim do subúrbio. Como ator, esteve no elenco de mais de vinte filmes, tendo começado aos nove anos, numa pequena aparição em Tico-tico no fubá, estrelado por Tônia.
Iniciou-se na direção teatral em 1971, em Casa de Bonecas, de Henrik Ibsen. Em 1975, dirigiu A noite dos campeões, de Jason Miller, e ganha o Prêmio Moliére. Seguiu ininterruptamente com trabalhos no teatro como ator e diretor, às vezes como ambos, até 1984. Neste ano, afastou-se dos palcos, para se dedicar ao ensino de teatro, retornando dez anos depois, em três montagens consecutivas. São mais de quarenta peças como ator e outro tanto como diretor. Da experiência como professor nasceu o livro A carpintaria do ator, de 2013.
Na televisão, atuou em vinte novelas e minisséries e esteve por oito anos em programas humorísticos da Rede Globo. Sua estreia foi em 1967, em Angústia de amar, da TV Tupi. O ponto alto de sua carreira televisiva aconteceu na novela Roda de Fogo, onde interpretou o vilão gay Mário Liberato, que caiu no gosto do público global. Também destacou-se em outras tramas, como O Espigão, Escalada, Sol de Verão, Champagne, Top Model e A Próxima Vítima, esta última onde viveu Adalberto Vasconcelos, o grande assassino da trama. A preparação de elenco de Pai Herói coube a Cecil.
Em 2006, saiu da Rede Globo, onde participava do humorístico Zorra Total, e assinou contrato com a Rede Record para participar da novela Cidadão Brasileiro de Lauro César Muniz, tendo participado também da novela Vidas Opostas de Marcílio Moraes. Ficou na emissora em contrato até 2014 como ator e diretor, e venceu contra esta um processo judicial por questões trabalhistas.
Foi responsável pela implantação, em 1986, da Casa da Interpretação, na Casa das Artes no bairro carioca de Laranjeiras, e foi fundador da Oficina de Atores da Rede Globo. Ministrava regularmente cursos de interpretação nessas e em outras instituições, tendo colaborado na formação de atores em várias cidades do país.
Foi proprietário de um sítio em Piraí, onde criava gado, e de um restaurante no balneário de Rio das Ostras.
De 2006 até a sua morte foi casado com a diretora teatral Nancy Galvão. De seu primeiro casamento com a produtora musical Norma Thiré teve os filhos Carlos, Luísa e Miguel, todos ligados à arte de interpretar. De sua união com a modelo Carolina Cavalcanti nasceu João, em 1989.
Desde a década de 1990, Cecil participou do espetáculo A Paixão de Cristo, apresentado em Angra dos Reis e nos Arcos da Lapa, no Rio de Janeiro, no papel de Pôncio Pilatos.
Morreu em 9 de outubro de 2020, aos 77 anos, devido à doença de Parkinson.

## Carreira

### Na televisão
| Ano  | Título                | Personagem                                                          | Emissora      |
| ---- | --------------------- | ------------------------------------------------------------------- | ------------- |
| 1967 | Angústia de Amar      | Roger                                                               | Rede Tupi     |
| 1974 | O Espigão             | Silveirinha                                                         | Rede Globo    |
| 1975 | Caso Especial         | Episódio: A Ilha do Espaço                                          | Rede Globo    |
| 1975 | Escalada              | Pascoal                                                             | Rede Globo    |
| 1976 | Planeta dos Homens    | Desconhecido                                                        | Rede Globo    |
| 1976 | Duas Vidas            | Tomás                                                               | Rede Globo    |
| 1979 | Malu Mulher           | Episódio: Ainda não é Hora (Médico)                                 | Rede Globo    |
| 1982 | Sol de Verão          | Virgílio                                                            | Rede Globo    |
| 1983 | Champagne             | Lúcio                                                               | Rede Globo    |
| 1986 | Roda de Fogo          | Mário Liberato                                                      | Rede Globo    |
| 1988 | Sassaricando          | São Sinfrônio                                                       | Rede Globo    |
| 1989 | Top Model             | Alex Kundera                                                        | Rede Globo    |
| 1989 | O Salvador da Pátria  | Lauro Brancato                                                      | Rede Globo    |
| 1992 | Pedra sobre Pedra     | Kléber Vilares                                                      | Rede Globo    |
| 1993 | Renascer              | Delegado Olavo                                                      | Rede Globo    |
| 1993 | Cupido Electrónico    | Realizador                                                          | RTP1          |
| 1994 | 74.5 - Uma Onda no Ar | Álvaro                                                              | Rede Manchete |
| 1995 | A Próxima Vítima      | Adalberto Vasconcelos                                               | Rede Globo    |
| 1996 | Quem É Você?          | Túlio                                                               | Rede Globo    |
| 1997 | Zazá                  | Dorival (Doc)                                                       | Rede Globo    |
| 1998 | Caça Talentos         | Ivan Maia (Teobaldo - de Vidas Roubadas) Episódios: Júpiter Resolve | Rede Globo    |
| 1998 | Malhação              | Henrique Otávio (H.O.)                                              | Rede Globo    |
| 1998 | Labirinto             | Ernesto                                                             | Rede Globo    |
| 2000 | A Muralha             | Dom Bartolomeu Fernandes                                            | Rede Globo    |
| 2001 | A Padroeira           | Capitão Antunes                                                     | Rede Globo    |
| 2001 | Os Maias              | Jacob Cohen                                                         | Rede Globo    |
| 2003 | Kubanacan             | Senador Ramirez                                                     | Rede Globo    |
| 2004 | Celebridade           | Dr. Filipe                                                          | Rede Globo    |
| 2005 | Zorra Total           | vários personagens                                                  | Rede Globo    |
| 2006 | Cidadão Brasileiro    | Júlio Jordão                                                        | Rede Record   |
| 2007 | Vidas Opostas         | Mário Carvalho                                                      | Rede Record   |
| 2009 | Poder Paralelo        | Armando Orlim                                                       | Rede Record   |
| 2012 | Máscaras              | Eduardo Sotero                                                      | Rede Record   |
| 2013 | Se Eu Fosse Você      | Sr. Albuquerque                                                     | Fox Brasil    |

### No cinema
| Ano  | Título                                    |
| ---- | ----------------------------------------- |
| 2009 | Destino                                   |
| 2009 | Bela Noite para Voar                      |
| 2006 | Didi, o Caçador de Tesouros               |
| 2001 | Sonhos Tropicais                          |
| 2000 | Cronicamente Inviável                     |
| 1998 | Caminho dos Sonhos                        |
| 1995 | O Quatrilho                               |
| 1994 | Mil e Uma                                 |
| 1991 | Caccia Allo Scorpione D'oro               |
| 1991 | Manobra Radical                           |
| 1991 | Per sempre                                |
| 1988 | Fábula de la bella Palomera               |
| 1982 | Luz del Fuego                             |
| 1979 | Muito Prazer                              |
| 1975 | Eu Dou o que ela Gosta                    |
| 1974 | Ainda Agarro esta Vizinha                 |
| 1973 | Como nos livrar do saco                   |
| 1969 | O Bravo Guerreiro                         |
| 1968 | O Diabo Mora no Sangue (diretor)          |
| 1966 | Arrastão                                  |
| 1965 | Society em Baby-doll                      |
| 1965 | Crônica da Cidade Amada                   |
| 1964 | Os Fuzis (ator, assistente de diretor)    |
| 1962 | Os Mendigos (ator, assistente de diretor) |

### No teatro
| Ano  | Título                                                    |
| ---- | --------------------------------------------------------- |
| 2002 | Variações Enigmáticas                                     |
| 2006 | O Último Suspiro da Palmeira                              |
| 2011 | A Lição (Governanta Maria) & A Cantora Careca (Sr. Smith) |